# Lastomerci
Lastomerci so naselje v Občini Gornja Radgona.
Naselje se razprostira po pobočjih Radgonskih goric, med Spodnjo Ščavnico in Ivanjševci ob Ščavnici. V okolici prevladujejo njive, sadovnjaki in manjši vinogradi. Na osojni strani, nad Satlerovo grabo, uspeva gozd. Dolina reke Ščavnice je na območju vasi meliorirana in spremenjena v uporabne površine. Tukaj je bilo odkritih več antičnih gomil. Lastomerci so rojstni kraj kiparja Jožefa Ajleca (1874 - 1944) in klasičnega prevajalca Janeza Fašaleka (1914 - 1981).